# 도요타시
도요타시(일본어: 豊田市)는 일본 아이치현 중북부에 있는 시로, 나고야 동쪽에 있다. 원래 도시 명칭은 고로모시(挙母市)였으나, 이 지역에 본사를 두고 있는 토요타 자동차가 유명해지자 사명을 본따서 개명하였다. 다만 토요타 자동차의 창업지는 가리야시 도요타정이 첫 번째이며 그룹 창립지는 나고야시 니시구이므로, 현재의 도요타시에서 토요타 자동차가 창업된 것은 아니다.
2005년 4월 1일에는 니시카모군(西加茂郡) 후지오카정(藤岡町), 오바라촌(小原村), 히가시카모군(東加茂郡) 아스케정(足助町), 시모야마촌(下山村), 아사히정(旭町), 이나부정(稲武町)을 편입했고 인구는 411,441명(2005년 11월 1일), 면적은 918.47km2로 늘어났다. 특히 면적은 아이치현 전체의 약 18%를 차지하고, 기후현, 나가노현과 경계를 접하게 되었는데 편입한 지역의 대부분은 산지이다.

## 지리
2005년 4월 1일의 합병 전 시정촌 지역을 기본으로 도요타·후지오카·오바라·시모야마·아스케·아사히·이나부 등 7개 지구로 구분된다. 옛 도요타시(도요타 지구)는 합병 전 시정촌 지역을 기본으로 고로모·다카하시·가미사토·다카오카·사나게·마쓰다이라 등 6개 지구로 구분된다.
북부의 사나게·후지오카·오바라 지구와 동부의 마쓰다이라·시모야마·아스케·아키라·오바라 지구에는 여러 산이 있고 이러한 산간 지역은 주부 산악 지대의 남쪽을 이루고 있다. 남서부의 가미사토·다카오카 지구는 미카와 평야에 놓여 있는 평탄한 전원 지대이며 서쪽은 약간 높고 나고야시 동부의 구릉지와 이어진다. 시내에는 야하기강을 포함한 여러 강이 흐른다. 또한 시내에 연못이 점재한다. 교외에는 마쓰다이라씨의 발상지인 마쓰다이라향이 있다. 또 북부 교외의 호미 단지는 일본계 브라질인이 많은 것으로 유명하다. 산간부는 아이치 고원 국립공원에 포함되어 있어 미카와 고원, 아사히 고원과 같은 완만한 산도 있는 반면 옛 아스케정·이나부정 지역에는 해발 1000m가 넘는 산도 있다.
나고야시에서 이다시, 시오지리시에 이르는 이다 가도(국도 153호선)는 시내의 옛 도요타 시역에서 옛 이나부정을 통과한다. 이는 이전에는 "소금의 길"로서 중요한 가도였다. 이것에 의해 아이치현 오와리·미카와와 나가노현 남부·중부가 연결되었다. 오쿠미카와의 아스케주쿠는 소금 물류 거점으로 번영했다. 이나 지방에서는 "아스케 소금"이라는 상품명으로 불렸다.
시내의 최고점은 해발 1,229.3m로, 최저점 3.2m와 높이 차이가 약 1,200m에 이른다.
2005년 4월 1일에 주변 6개 정촌(니시카모군 후지오카정·오바라촌, 히가시카모군 아스케정·시모야마촌·아사히정·이나부정)을 편입, 합병했다. 이 합병으로 명목상으로 인구가 40만 명대를 돌파하였고 면적은 아이치현 면적의 약 18%를 차지하게 되었다. 중공업 도시답게 남성 인구가 매우 많다. 합병 이후 도카이 지방 내에서는 기후현 다카야마시, 시즈오카현 하마마쓰시, 시즈오카현 시즈오카시, 기후현 구조시에 이어 5번째 넓이가 되었다.

### 인접한 자치체
- 아이치현
  - 안조시, 오카자키시, 가리야시, 신시로시, 세토시, 지류시, 닛신시, 미요시시, 나가쿠테시
  - 기타시타라군 시타라정

- 기후현
  - 에나시, 도키시, 미즈나미시

- 나가노현
  - 시모이나군 네바촌

## 역사
야하기강 동부는 고대에 가모군에 속했고 모노노베씨의 본거지 중 하나였다. 에도 시대에 고로모에는 고로모번이 놓였고 성시로 번창했다.
- 1951년 3월 1일 - 니시카모군 고로모정이 고로모시로 승격했다.
- 1956년 9월 30일 - 니시카모군 다카하시촌을 편입하였다.
- 1959년 1월 1일 - 시명을 도요타시로 변경하였다.
- 1960년 9월 21일 - 미국 미시간주 디트로이트와 자매도시 제휴를 맺었다.
- 1964년 3월 1일 - 헤키카이군 가미고정을 편입하였다.
- 1965년 3월 - 시화(시의 꽃)을 해바라기로 결정하였다.
- 1965년 9월 1일 - 헤키카이군 다카오카정을 편입하였다.
- 1967년 4월 1일 - 니시카모군 사나게정을 편입하였다.
- 1968년 - 제1회 도요타 축제가 개최되었다.
- 1970년 4월 1일 - 히가시카모군 마쓰다이라정을 편입하였다.
- 1979년 - 나고야 철도 도요타 철도의 새 선로(현 도요타선)가 개통하였다.
- 1988년 - 아이치 환상철도가 개업하였다.
- 1998년 - 중핵시가 되었다.
- 1999년 - 도요타 대교가 개통하였다.
- 2001년 - 도요타 스타디움이 개장하였다.
- 2005년 - 동부구릉선(리니모)이 개업하였다.
- 2005년 4월 1일 - 니시카모군 후지오카정·오바라촌, 히가시카모군 아스케정·시모야마촌·아사히정·이나부정을 편입해 현재의 도요타시가 되었다.

## 교통

### 철도
- 나고야 철도
  - 도요타선
  - 미카와선

- 아이치 환상 철도
  - 아이치 환상 철도선

- 아이치 고속 교통
  - 도부큐료선

### 도로
- 도메이 고속도로
- 이세 만안 자동차도
- 도카이 환상자동차도
- 국도 153호선
- 국도 155호선
- 국도 248호선
- 국도 257호선
- 국도 301호선
- 국도 419호선
- 국도 420호선
- 국도 473호선

## 인구
| 연도 | 인구    | ±%     |
| ---- | ------- | ------ |
| 1960 | 151,632 | —      |
| 1970 | 234,078 | +54.4% |
| 1980 | 315,871 | +34.9% |
| 1990 | 370,858 | +17.4% |
| 2000 | 395,224 | +6.6%  |
| 2010 | 421,552 | +6.7%  |

## 기후
| 도요타시의 기후                                              | 도요타시의 기후 | 도요타시의 기후 | 도요타시의 기후 | 도요타시의 기후 | 도요타시의 기후 | 도요타시의 기후 | 도요타시의 기후 | 도요타시의 기후 | 도요타시의 기후 | 도요타시의 기후 | 도요타시의 기후 | 도요타시의 기후 | 도요타시의 기후 |
| 월                                                           | 1월             | 2월             | 3월             | 4월             | 5월             | 6월             | 7월             | 8월             | 9월             | 10월            | 11월            | 12월            | 연간            |
| ------------------------------------------------------------ | --------------- | --------------- | --------------- | --------------- | --------------- | --------------- | --------------- | --------------- | --------------- | --------------- | --------------- | --------------- | --------------- |
| 역대 최고 기온 °C (°F)                                       | 17.8 (64.0)     | 22.2 (72.0)     | 24.9 (76.8)     | 30.5 (86.9)     | 34.4 (93.9)     | 36.2 (97.2)     | 39.7 (103.5)    | 39.6 (103.3)    | 38.1 (100.6)    | 32.2 (90.0)     | 25.6 (78.1)     | 22.6 (72.7)     | 39.7 (103.5)    |
| 일평균 최고 기온 °C (°F)                                     | 9.1 (48.4)      | 10.3 (50.5)     | 14.2 (57.6)     | 19.9 (67.8)     | 24.7 (76.5)     | 27.7 (81.9)     | 31.5 (88.7)     | 33.3 (91.9)     | 29.2 (84.6)     | 23.3 (73.9)     | 17.4 (63.3)     | 11.6 (52.9)     | 21.0 (69.8)     |
| 일일 평균 기온 °C (°F)                                       | 3.6 (38.5)      | 4.5 (40.1)      | 8.3 (46.9)      | 13.7 (56.7)     | 18.5 (65.3)     | 22.3 (72.1)     | 26.3 (79.3)     | 27.4 (81.3)     | 23.7 (74.7)     | 17.6 (63.7)     | 11.4 (52.5)     | 5.9 (42.6)      | 15.3 (59.5)     |
| 일평균 최저 기온 °C (°F)                                     | −1.3 (29.7)     | −0.8 (30.6)     | 2.4 (36.3)      | 7.5 (45.5)      | 12.7 (54.9)     | 17.8 (64.0)     | 22.1 (71.8)     | 23.0 (73.4)     | 19.3 (66.7)     | 12.9 (55.2)     | 6.3 (43.3)      | 1.0 (33.8)      | 10.2 (50.4)     |
| 역대 최저 기온 °C (°F)                                       | −8.6 (16.5)     | −8.8 (16.2)     | −5.6 (21.9)     | −2.6 (27.3)     | 0.8 (33.4)      | 8.2 (46.8)      | 14.7 (58.5)     | 14.1 (57.4)     | 6.5 (43.7)      | 1.1 (34.0)      | −2.5 (27.5)     | −7.6 (18.3)     | −8.8 (16.2)     |
| 평균 강수량 mm (인치)                                        | 48.0 (1.89)     | 61.2 (2.41)     | 112.0 (4.41)    | 119.5 (4.70)    | 142.2 (5.60)    | 183.6 (7.23)    | 195.3 (7.69)    | 125.8 (4.95)    | 201.8 (7.94)    | 152.8 (6.02)    | 75.9 (2.99)     | 52.6 (2.07)     | 1,470.4 (57.89) |
| 평균 강수일수 (≥ 1.0 mm)                                     | 5.7             | 6.7             | 9.1             | 9.6             | 9.6             | 11.6            | 12.1            | 8.6             | 11.0            | 9.7             | 6.6             | 6.6             | 106.9           |
| 평균 월간 일조시간                                           | 171.6           | 175.0           | 198.7           | 203.0           | 202.6           | 148.5           | 172.1           | 209.6           | 161.6           | 168.6           | 166.2           | 165.9           | 2,143.3         |
| 출처: 일본 기상청 (평년값: 1991년~2020년, 극값: 1979년~현재) |                 |                 |                 |                 |                 |                 |                 |                 |                 |                 |                 |                 |                 |